# Johannes Erxleben
Johannes Erxleben (geboren 1. April 1893 in Vierraden, Landkreis Angermünde; gestorben 2. November 1972 in Bielefeld) war ein deutscher Berufssoldat und Wehrmachtsgeneral. 

## Leben
Johannes Erxleben war Sohn eines Pfarrers. Mit zehn Jahren wurde er in das Kadettenkorps Potsdam aufgenommen und wurde 1913 Leutnant. Erxleben war im Ersten Weltkrieg in Nachrichteneinheiten eingesetzt und wurde 1918 zum Oberleutnant befördert. Am 1. Oktober 1919 wurde er in die Reichswehr übernommen und war dort Kommandeur in verschiedenen Nachrichten-Abteilungen. 1927 wurde er Hauptmann und 1934 Major. In der Wehrmacht wurde er 1937 Oberstleutnant. Zu Beginn des Zweiten Weltkriegs wurde Erxleben Nachrichtenkommandeur im eroberten Posen. Zu Beginn des Westfeldzugs war er Oberst und Kommandeur eines Nachrichtenregiments. In der Vorbereitung des Unternehmens Barbarossa wurde er Nachrichtenführer der 11. Armee und in der Ukraine und im Baltikum eingesetzt. Anfang 1943 wurde er Nachrichtenführer im besetzten Frankreich und zum Generalmajor befördert.
Im Sommer 1944 wurde Erxleben nach Kassel versetzt und wurde dort am 15. September 1944 Wehrmachtskommandant von Kassel. Seine Hauptaufgabe war in dieser für die Rüstungsindustrie bedeutenden Stadt die Organisation des militärischen Luftschutzes, tatsächlich wurde Kassel bei 40 Luftangriffen vollkommen zerstört. 
Im März 1945 wurde Erxleben zum Kampfkommandanten des zur Festung erklärten Kassel ernannt und war damit Vorgesetzter aller Wehrmachtseinheiten, der örtlichen Polizei und auch von drei vorsorglich eingerichteten Standgerichten. Am Vormittag des 3. April erschoss er kurzerhand einen Zivilisten, den er selbst in einer größeren Gruppe von Plünderern in einem Schnapslager gestellt hatte. In der folgenden Nacht kapitulierte der von ihm als Parlamentär zur 80. US-Infanteriedivision entsandte Ordonnanzoffizier Dirk Uhse befehlswidrig und eigenmächtig. Erxleben geriet in Kriegsgefangenschaft, aus der er am 6. Juni 1947 entlassen wurde.   
Wegen der Erschießung des Zivilisten wurde Erxleben am 19. März 1949 vom Schwurgericht Kassel wegen fahrlässiger Tötung zu vier Monaten Gefängnis verurteilt. Nach einer Revision der Staatsanwaltschaft hob das Oberlandesgericht Hessen das Urteil am 7. Juli 1949 aus Rechtsgründen auf. Am 14. Februar 1950 verurteilte das Landgericht Kassel Erxleben wegen Totschlags zu zehn Monaten Gefängnis und zur Übernahme der Verfahrenskosten.